# Веселе товариство (Галс)
Веселе товариство (Галс) — повчальна картина, котру створив голландськтий художник Франс Галс ((між 1580–1585 — 1666).

## Веселощі на масляну і повчання Галса
Картину «Веселе товариство» більшість сучасних глядачів сприймають як побутову сцену або сцену грубуватих веселощів на бенкеті в шинку. На це нібито спрацьовує і помітна потретність головних персонажів. Але вивчення історії картини і ранньої творчості автора доводять, що це фольклорний і повчальний твір. Голландців початку 17 століття слід вважати ще нащадками середньовічних і біблійних настанов, котрі вимагали у всьому вважати повчання, притчу, алегорію. І повчати могла нудна, весела і навіть гріховна картина. 
Притча про марнування часу лежить і в основі картини «Веселе товариство». І на полотні — не портрети, а фольклорні персонажі, жартівлива королева бенкету, персонаж напіпитку ліворуч - «Солоний Оселедець», а блазень з зазивним сексуальним жестом - «Ганс Ковбасник». Це талант великого портретиста переміг в авторі і відбився значною портретністю в фольклорних персонажах. Картина Галса і сприймалась сучасниками як весела, повчальна, хоча й похабна. Не рятували ні розкішна сукня з коштовним мереживом жартівливої королеви, ні її даремні спроби втримати грубі чоловічі жарти на межі пристойності. Чоловіки втрачають контроль за власною поведінкою, а бенкет остаточно переходить в фазу хаосу.